# Controllo versione distribuito
Un sistema di controllo di versione distribuito o decentralizzato (o DVCS da Distributed Version Control System) è una tipologia di controllo di versione che permette di tenere traccia delle modifiche e delle versioni apportate al codice sorgente del software, senza la necessità di dover utilizzare un server centrale, come nei casi classici.
Con questo sistema gli sviluppatori possono collaborare individualmente e parallelamente non connessi su di un proprio ramo (branch) di sviluppo, registrare le proprie modifiche (commit) ed in seguito condividerle con altri o unirle (merge) a quelle di altri, il tutto senza bisogno del supporto di un server centralizzato. Questo sistema permette diverse modalità di collaborazione, proprio perché il server è soltanto un mero strumento d'appoggio.

## Software di controllo versione distribuito
- Bazaar
- BitKeeper
- Git
- Mercurial